# Zé Américo Bastos
Zé Américo Bastos (, ) é um maestro, arranjador, acordeonista e produtor musical brasileiro, nascido no Maranhão.
Em 2012, com o CD Iluminado Dominguinhos, ganhou o Grammy Latino na categoria Raízes Brasileiras, que aconteceu em Las Vegas, nos Estados Unidos.